# Franz Wende
Franz Wende, ibland under den tjeckiska varianten František Wende, född 3 juni 1904 i Freiheit an der Aupa i Böhmen i Österrike-Ungern (nuvarande Tjeckien), död 1968 i Bad Harzburg i Niedersachsen i Västtyskland, var en sudettysk (tjeckoslovakisk) vinteridrottare. Han var aktiv inom backhoppning och nordisk kombination under 1920-talet.

## Karriär
Franz Wende deltog i olympiska vinterspelen 1924 i Chamonix i Frankrike. Han slutade på en tionde plats i backhoppning. Vid de olympiska vinterspelen 1928 i Sankt Moritz i Schweiz tävlade Wende i nordisk kombination. Han låg på en 16:e plats efter längdskidåkningen, men startade inte i backhoppningen.
Wende tävlade i världsmästerskapen 1925 på hemmaplan i Janské Lázně (Johannesbad) där han blev bronsmedaljör i backhoppning och slutade fyra i nordisk kombination. Endast några få skandinaver deltog.
Vid Skid-VM 1927 Cortina d'Ampezzo i Italien blev Wende bronsmedaljör i nordisk kombination, i en jämn tävling, efter landsmännen Rudolf Burkert och Otakar Německý. I backhoppningstävlingen slutade Wende på femte plats. Tore Edman från Sverige vann före Willen Dick från Tjeckoslovakien och landsmannen Bertil Carlsson. 
Wende blev tjeckoslovakisk mästare två gånger. Han blev också polsk mästare två gånger. Hoppbacken i Svoboda namngavs efter Wende.

## Övrigt
Wende arbetade som skidtränare under vintern och som tennistränare under sommaren. Han flyttade slutligen till Tyskland, antagligen på grund av Benešdekreten som utfärdades i London under andra världskriget.